# Apple USB Modem
Apple USB Modem — внешний Dial-up-модем производства Apple, используемый для доступа к сети интернет и отправки/получения факсов. Поступил в продажу после представления новой линейки компьютеров iMac G5, в которых отсутствовал встроенный модем. Несмотря на внешнюю схожесть, модем не имеет ничего общего с USB-адаптером Ethernet, который был выпущен вместе с MacBook Air.

## Спецификации
Модем поддерживает следующие технологии: V.92 (в случае недоступности используется V.90), Caller ID, wake on ring, ответ на звонок (V.253). Устройство производится американской Motorola.
Поддержка модема впервые появилась в Mac OS X 10.4.3. Последней совместимой версией является 10.6.8. Также присутствует поддержка Microsoft Windows.